# Röthepfuhl
Der Röthepfuhl ist ein 5.000 m² großer See in Teltow, einer Stadt im Landkreis Potsdam-Mittelmark in Brandenburg.

## Lage
Der See im Teltower Ortsteil Ruhlsdorf grenzt südlich an die Güterfelder Straße sowie östlich an den Röthepfuhlweg. Er ist in eine Grünanlage eingebettet, die rund 11.000 m² groß ist. Der Röthepfuhl hat keinen Zufluss; es besteht jedoch eine Verbindung zu einem weiteren Teich in einem Feuchtgebiet im Nordwesten des Sees. Über diesen Graben wird überschüssiges Wasser, etwa bei Tauwetter im Frühjahr, in das zweite Gewässer geleitet.

## Geschichte
Die Namensgebung reicht bis ins 14. Jahrhundert zurück. Der Überlieferung nach waren es Flachsbauern aus Ruhlsdorf, die ihre Ernte zum Einweichen in das Gewässer legten. Hierdurch lösten sich die Fasern in den Halmen, wodurch das Wasser eine rötlich-braune Farbe bekam. Die anschließende Trocknung der Fasern wird als „rösten“ oder „röten“ bezeichnet.
In den 1950er Jahren war der See vom Austrocknen bedroht, da der Wasserspiegel durch die zunehmende Wasserentnahme mittels Tiefbrunnen für angrenzende Gärtnereien sank. Eine Neugestaltung der Uferzone erfolgte in den Jahren 1980 und 1981, in dem Erdaushub aus einem angrenzenden neuen Wohngebiet eingesetzt wurde. 1986 unternahm man einen ersten Versuch, den Grund des Pfuhles zu entschlammen. Doch erst mit der Eingemeindung Ruhlsdorf in die Stadt Teltow standen zur 700-Jahr-Feier der Gemeinde ausreichende Finanzmittel für eine umfangreiche Sanierung zur Verfügung: Schlick wurde ausgebaggert, das Gelände von Wildwuchs befreit. Um die Insel, die auch als Vogelbrutfläche dient, wurde ein Graben gezogen. Weiterhin wurde die Teichsohle mit einem Fließ ausgestattet, um einen konstanten Wasserpegel zu gewährleisten. Zurzeit werden jährlich bis zu 12.000 Kubikmeter Wasser in den See gepumpt. Geplant ist, im Zuge einer Machbarkeitsstudie den Röthepfuhl von einem stehenden Gewässer in ein Fließgewässer umzuwandeln. Hierzu soll beispielsweise gereinigtes Wasser aus einer Kläranlage genutzt werden.

## Flora und Fauna
Bei einer Zählung im Jahr 2002 wurden Erdkröten, Graureiher, Nachtigallen, Stockenten und  Teichrohrsänger nachgewiesen. Im See wachsen Flatter- und Sumpfbinsen, Schilfrohr und Seerosen. Daneben wurden der scharfe Hahnenfuß sowie das wilde Stiefmütterchen bestimmt.